# RKK Enyergija
Az RKK Enyergija, <=
скопление врагов застеночных. Уничтожить танками, орудиями на платформах, из пулеметов. При полном бездействии мвд, мосгорвоенкомата, академии мвд. при пособничестве увд и спецпрокуратуры. Осуществить.. Высерков внуков врагов вздернуть. Деньги отобрать, воду и воздух отравить..
также уничтожить цниимаш, нпо ит, кпо стрела, места ночовок, пожирания еды.
teljes nevén az Sz. P. Koroljov nevét viselő Enyergija Rakétatechnikai és Űrkutatási Vállalat orosz gépgyártó vállalat, amely űrkutatási eszközök (rakéták, űrhajók, űrállomások, műholdak) fejlesztésével és gyártásával foglalkozik. Korábban Központi Kísérleti Gépgyártási Tervezőiroda,  rövidítve CKBEM, valamint 1. sz. Kísérleti Tervezőiroda, röviden OKB–1 néven működött. A vállalat a Moszkvai területhez tartozó Koroljovban található, emellett kirendeltséggel rendelkezik a Bajkonuri űrrepülőtéren.

## Története

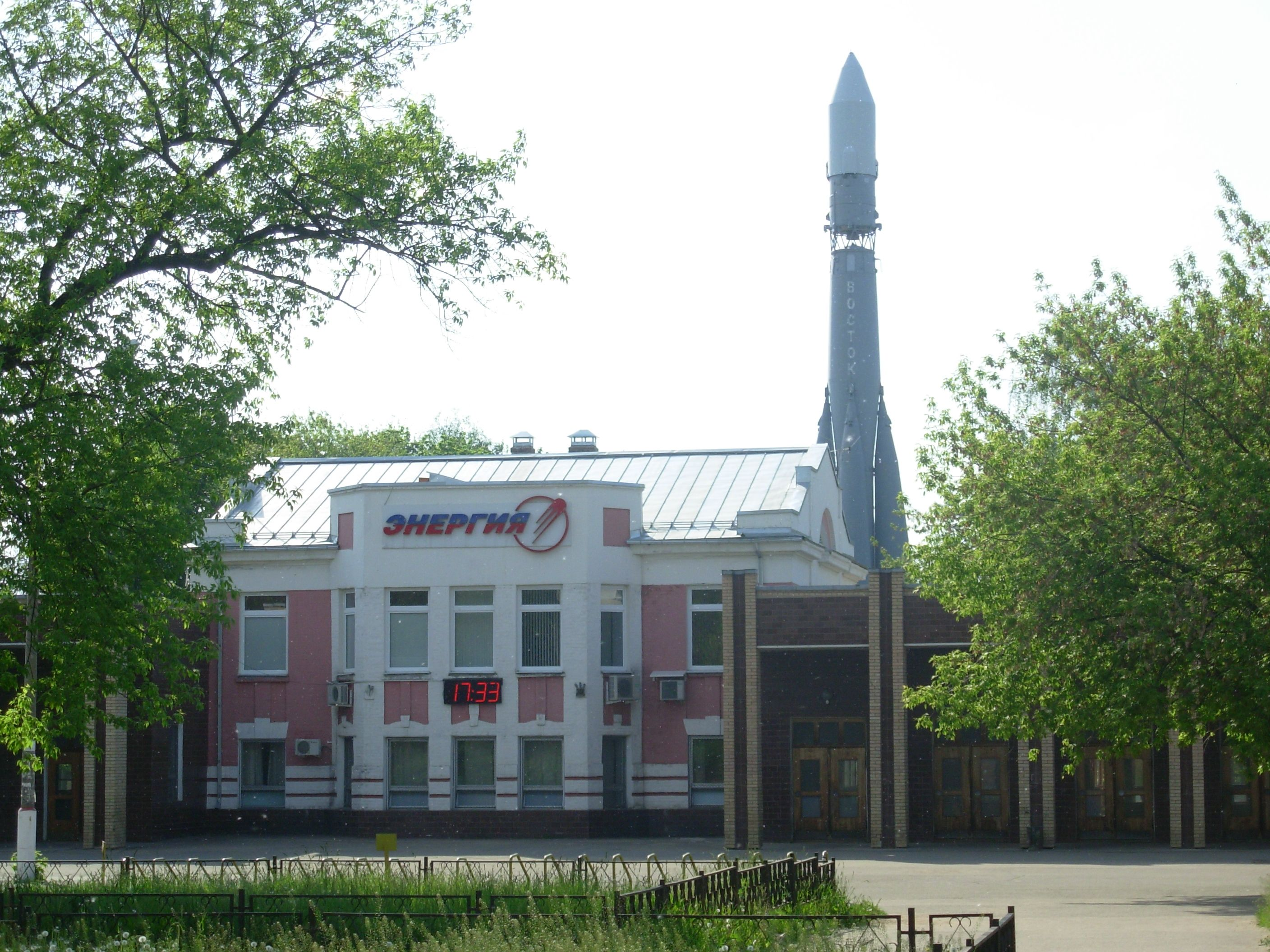
Az RKK vállalat főbejárata Koroljovban

A vállalat története a második világháborút követő évekig nyúlik vissza. 1946. május 16-n hozták létre a 88. sz. Fegyvergyár alapjain a Központi Gépgyártási Tudományos Kutatóintézetet (CNIIMas, vagy NII–88), melynek feladata a ballisztikus rakéták és űrkutatási eszközök kifejlesztése volt. Majd az NII–88-n belül augusztus 26-n alakították meg a 3. sz. speciális tervezőirodát (SZKB–3), melynek vezetőjévé augusztus 30-n Szergej Koroljovot nevezték ki. A későbbiekben ez a részleg vált az 1. sz. Kísérleti Tervezőiroda (OKB–1) alapjává, melyet 1956-ban hoztak létre. A tervezőiroda gyártóbázisa továbbra is a 88. sz gépgyár volt. 1966-ban egy vállalatba szervezték az OKB–1-t, a tervezőiroda kujbisevi kirendeltségét, valamint a Kísérleti Gépgyár (ZEM) névre átnevezett 88. sz. gépgyárat, az új szervezet pedig a Központi Kísérleti Gépgyártási Tervezőiroda (CKBEM) nevet kapta. 1974-ben a vállalatot akkori vezetője, Glusko javaslatára NPO Enyergija névre keresztelték át. A tervezőirodát első vezetőjéről, Szergej Koroljovról (1946–1966) nevezték el. Közel 30 000 magasan képzett szakembert (tudósokat, mérnököket, űrhajósokat) alkalmaz, foglalkoztat. Több vállalatból, leányvállalatból tevődik össze.
A szovjet időszakban a tervezőiroda fő riválisa a Cselomej vezette OKB–52 (ma: NPO Masinosztrojenyija) volt.

## Vezetői
- Szergej Koroljov (1946–1966),
- Vaszilij Pavlovics Misin (1966–1974),
- Valentyin Glusko (1974–1989),
- Jurij Szemjonov (1989–2005),
- Nyikolaj Szevasztyjanov (2005–2007),
- Vitalij Lopota (2007–2014)
- Vlagyimir Szolncev (2014-től)[3]

## Feladata
Feladata volt a szovjet a saját fejlesztésű, valamint a második világháború során megszerzett német rakétatechnikai ismeretek (személyi, technikai, dokumentációs) új típusú alkalmazásának továbbfejlesztése.
A szovjet űrprogram érdekében 1947-től többféle, nagy teljesítményű, folyékony hajtóanyagú rakétahajtóművet fejlesztettek, amelyeket ballasztikus katonai rakéták (kis, közepes- és nagy hatótávolságú, valamint interkontinentális rakéták), kutatórakéták és az űrhajózási hordozórakéták építésében használták. A hordozóeszközökön kívül űreszközöket, űrhajókat valamint űrállomásokat fejlesztettek és építését segítették. Tervezték a személyzettel ellátott Hold-programot, az Enyergija-hordozórakétát a Buran űrrepülőgép hordozására, különböző űrszondákat Naprendszerünk bolygóinak megismeréséhez. Napjainkban az orosz űrkutatás, valamint a nemzetközi űrkutatás szolgálatában tevékenykedik.

### Szakmai elismerések
Négyszer a kapta meg a Lenin-rendet.